# Караой (Аксуський район)
Карао́й (каз. Қараой) — станційне селище у складі Аксуського району Жетисуської області Казахстану. Входить до складу  Молалинського сільського округу.
Населення — 12 осіб (2021; 28 у 2009, 28 у 1999).